# Harpactirella overdijki
Harpactirella overdijki é uma espécie de tarântula pertencente ao gênero Harpactirella. Foi descrita por Gallon em 2010.